# Sergiu Groppa
Sergiu Groppa (* 16. September 1980 in Chișinău, Moldauische Sozialistische Sowjetrepublik) ist ein deutscher Neurologe und Hochschullehrer. Sergiu Groppa ist Professor für Neurologie und Direktor der Klinik für Neurologie an der Universität des Saarlandes. Er ist Experte für M. Parkinson, Tremor, Bildgebung und Tiefe Hirnstimulation.

## Leben
Nach dem Abitur studierte Groppa von 2000 bis 2007 Medizin an der Rheinischen Friedrich-Wilhelms-Universität Bonn und der Christian-Albrechts-Universität zu Kiel mit Studienaufenthalten in Innsbruck und London. 2004 erhielt er ein Stipendium der Friedrich-Ebert-Stiftung.
2007 promovierte Groppa zum Thema Excitability of the Motor Cortex in Photosensitive Subjects with and without idiopathic generalized Epilepsy an der Klinik für Neuropädiatrie der Universität Kiel. Er war bis 2014 als Arzt und Wissenschaftler an der Neurologie Kiel tätig. 2014 legte er die Facharztprüfung für Neurologie ab. Groppa habilitierte sich 2014 in Experimenteller Neurologie an der Christian-Albrechts-Universität zu Kiel. Seit dem 1. November 2014 ist er Oberarzt der Neurologischen Klinik an der Universitätsmedizin der Johannes Gutenberg-Universität Mainz. Er ist Gründungsmitglied des Parkinsonnetzwerks Rhein-Main und des Netzwerks Tiefe-Hirnstimulation und Reha.

## Klinische Schwerpunkte
Sergiu Groppa zählt zu den klinischen Experten für Bewegungsstörungen, insbesondere für die Parkinson-Krankheit, Dystonie und Essentiellen Tremor. Er arbeitet in mehreren nationalen und internationalen Projekten an Entstehungsmechanismen der Bewegungsstörungen (vor allem der Parkinson-Krankheit und der Dystonien) sowie an der Optimierung der n Therapieverfahren. Internationale Reputation erlangte er insbesondere durch die Autorenschaft der Leitlinien zur Durchführung von motorisch evozierten Potentialen oder auch durch grundlagenwissenschaftliche Arbeiten zur Tiefen Hirnstimulation bei Tremor und Morbus Parkinson.

## Forschung und Lehre
Sergiu Groppa forscht schwerpunktmäßig an Themen um Gehirnnetzwerke und zerebrale Reorganisation. Seine Arbeit umfasst auch Themen um Epileptogenese, Immunologie und Translation.

## Schriften
- mit Susanne A. Schneider: Translational Methods for Parkinson’s Disease and Atypical Parkinsonism Research. Springer, 2024, ISBN 978-1-0716-4082-1[7]
- mit S. Meuth (2021): “Translational Methods for Multiple Sclerosis Research.” Springer Neuromethods Book. ISBN 978-1-0716-1212-5
- mit Muthuraman M, Bange M, Koirala N, Ciolac D, Pintea B, Glaser M, Tinkhauser G, Brown P, Deuschl G (2020). Cross-frequency coupling between gamma oscillations and deep brain stimulation frequency in cortico-subcortical networks in Parkinson’s disease patients Brain. doi:10.1093/brain/awaa297
- mit Gonzalez-Escamilla, G., M. Muthuraman, D. Ciolac, V. A. Coenen, A. Schnitzler (2020). “Neuroimaging and electrophysiology meet invasive neurostimulation for causal interrogations and modulations of brain states.” Neuroimage 220: 117144. doi:10.1016/j.neuroimage.2020.117144
- mit Krämer J, Cerina M, Zipp F, Wolfgang Brueck, Meuth S (2019). Imaging in mice and men: pathophysiological insights into multiple sclerosis from conventional and advanced MRI techniques. Progress in Neurobiology. doi:10.1016/j.pneurobio.2019.101663
- mit Muthuraman, M., J. Raethjen, N. Koirala, A. R. Anwar, K. G. Mideksa, R. Elble, and G. Deuschl (2018). “Cerebello-cortical network fingerprints differ between essential, Parkinson’s and mimicked tremors.” Brain. doi:10.1093/brain/awy098
- mit J. Herzog, D. Falk, C. Riedel, G. Deuschl and J. Volkmann (2014). “Physiological and anatomical decomposition of subthalamic neurostimulation effects in essential tremor.” Brain 137(Pt 1): 109-121.doi:10.1093/brain/awt304